# 大西洋古抄本

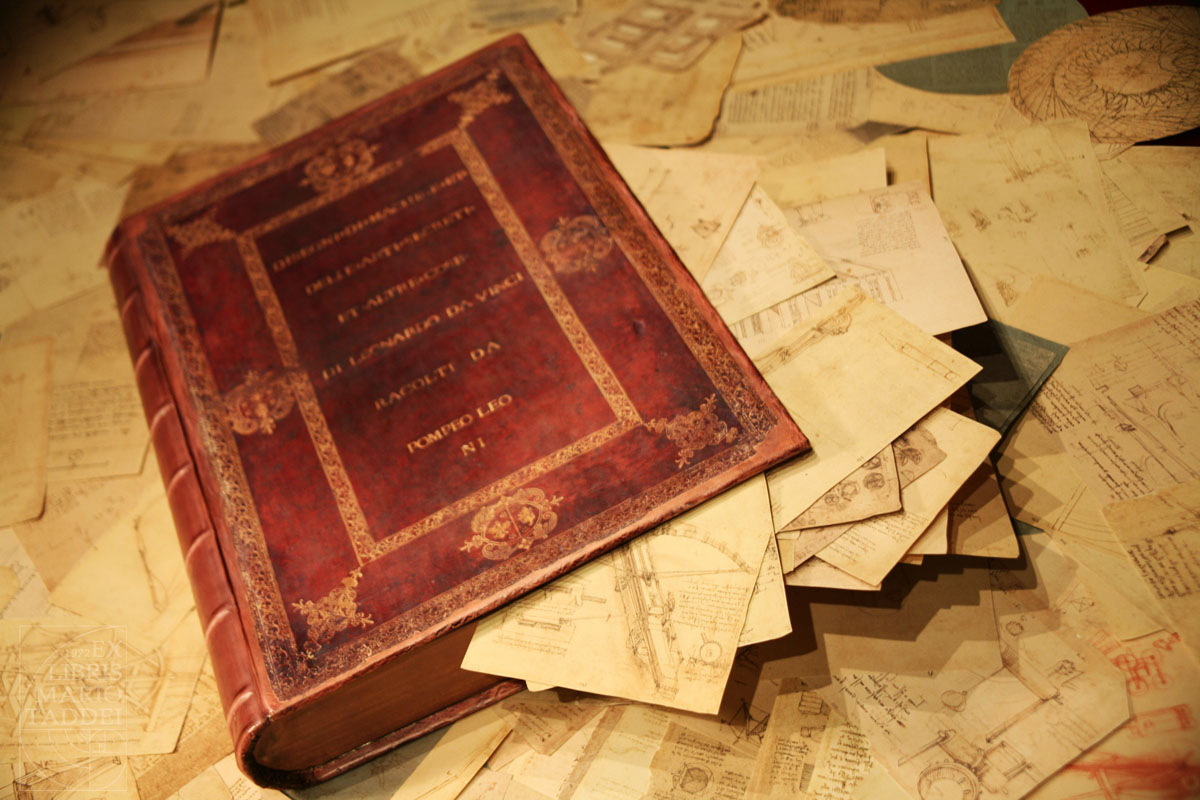
手写本图册
此圖為萊奧尼版的工藝仿製品

手写本图册（Codice Atlantico）是諸多列奥纳多·达·芬奇的手稿集冊中最大的一部，共12卷，1119張，年代分佈為1478年到1519年，包含的類別非常廣泛，有飛行、武器、樂器、數學、植物學等等，讓後人得以一窺達文西多才多藝的思路。莱昂纳多的大西洋手抄本的许多部分和图纸都专门用于他在列纳的科莫湖逗留期间的研究，包括 Fiumelatte 和山洞。
手写本图册為彭佩歐·萊奧尼（Pompeo Leoni）於16世紀末集結而成，現存於義大利米蘭的盎博羅削圖書館，1968年到1972年期間曾進行過修復與重新裝訂。达·芬奇手稿册页大小不一，当年为了保护这些零散册页使用了原本用于绘制地图或图表（atlases）的大幅面纸张装裱，因此这套集册被称为《手写本图册》。

## 外部連結
- 安波羅修圖書館 （页面存档备份，存于）
- 一些大西洋古抄本的照片 （页面存档备份，存于）
- 大西洋古抄本·萊奧尼版的工藝仿製品詳情